# かとうずんこ
かとう ずんこ（1969年7月3日 - ）は、日本の女優。岐阜県恵那市出身。CITY MAGIC所属。

## 人物
身長162cm。体重72kg。血液型A型。
趣味は映画鑑賞、パンフレットのコレクション、読書、温泉巡り。特技は卓球、パントマイム、マッサージ。

## 出演作品

### テレビドラマ
- 金曜プレステージ / ヤバい検事 矢場健〜ヤバケンの暴走捜査〜 第3作（2014年、フジテレビ） - 林千紗子
- 土曜ドラマ / 逃げる女 第1、2話（2016年、NHK） - 女囚
- キャリア〜掟破りの警察署長〜（2016年、フジテレビ） - 竹田
- プレミアムドラマ / 主婦カツ! 第7、8話（2018年、NHK BSプレミアム） - 伊藤愛子
- 火曜ドラマ（2019年、TBS）
  - 初めて恋をした日に読む話 第2、3話
  - G線上のあなたと私 第9話
- 相棒 Season17 第18話（2020年、テレビ朝日） - 篠塚道子
- 木曜ドラマ（テレビ朝日）
  - 七人の秘書 第2話（2020年） - 照井七菜の母
  - 緊急取調室 第4話（2021年） - スリー食品工員
- 孤独のグルメ Season9 第10話（2021年9月11日、テレビ東京） - 店のおばさん 役
- 暴太郎戦隊ドンブラザーズ ドン5話（2022年、テレビ朝日） - 主婦
- 浅草ラスボスおばあちゃん 第5話（2025年8月2日、東海テレビ・フジテレビ） - 土産物屋店員

### テレビ番組
- 大人の趣味と生活向上◆アクトオンTV「ケイコとマナブ」（スカパー!） - 主婦
- はに丸チャンネル@zoo - 掃除のおばさん
- 痛快TV スカッとジャパン（フジテレビ）
  - 第163回（2019年）
  - 第179回（2019年）
  - 第227回（2021年）

### 映画
- ひかりのくに（自主製作映画） - スナックのママ
- 日本沈没（2006年、東宝）

### 舞台
- 青空とウィリー
- うちのテレビにゃ色がない
- 江藤博利のやっちゃいました
- でんすけ（2022年）

ほか

### CM
- チューリッヒ保険